# EZ・FM
EZ-FM（イージー・エフエム）は、auブランドを展開するKDDI・沖縄セルラー電話連合、ナノ・メディアが提供する、FMラジオチューナー内蔵携帯電話端末にてFMラジオを受信するためのEZアプリ(BREW)。

## 概要
携帯電話を利用してFM放送を聴きながら、ワンクリックで各放送局（NHK・コミュニティFM局を除く）のWebサイトにアクセスできる。放送局のサイトで現在放送中の曲を調べたり、アーティスト情報の検索、番組表の開覧、着うた配信サイトで聴いている曲の着うたをダウンロードするなど、幅広いサービスとの連携が可能で、番組へのリクエストなども受け付けられる。ただし、文字多重放送（見えるラジオなど）には対応していない。
FMラジオの受信は電波を直接受信するので通信料等はかからないが、情報入手にはパケット通信料がかかるため、注意が必要である。
FMチューナー非搭載端末でもアプリをインストールすれば、ラジオの受信以外は同等の機能が利用できる。 

## 対応機種
2003年12月、携帯電話としては日本で初めてFMチューナーを内蔵した端末・A5503SAが初の対応機。以来、au端末の大多数が対応している。しかし2007年の秋冬モデル以降のau端末ではFMチューナーに対応した機種が激減し、三洋電機(後の京セラのSANYOブランド)製、またはシャープ製のハイスペック機種の一部に搭載されるのみとなっている。
2010年夏モデルから原則全機種搭載になるという報道がされたものの、実際の2010年夏モデルでは全機種搭載されなかった(ソニー・エリクソン（現・ソニーモバイル）/カシオ/東芝（現・富士通モバイルTOSHIBAブランド）製のごく一部の機種に復活したにとどまった)ため、見送られた可能性が高い。また、auとしては2011年以降より主力をスマートフォンに切り替えたため、事実上au携帯電話におけるEZ・FMの採用も回を追うごとに淘汰されつつあり、事実上「radiko for au」（2019年9月までは「LISMO WAVE」）にその座を譲っている（これらとは別に、FMチューナーを搭載したスマートフォンも存在する）。
三洋電機→京セラSANYOブランド
- A5503SA
- A5505SA
- A5514SA
- A5522SA
- A5527SA
- W21SA
- W22SA
- W31SA
- W31SA II
- W33SA
- W33SA II
- W41SA
- W43SA
- W51SA
- W52SA
- W54SA
- W61SA
- W63SA
- W64SA

三洋電機コンシューマエレクトロニクス（旧・鳥取三洋電機←三洋マルチメディア鳥取←鳥取三洋電機）
- A5518SA
- W42SA
- INFOBAR2(W55SA)

ソニー・エリクソン・モバイルコミュニケーションズ（現・ソニーモバイルコミュニケーションズ）
- A1404S
- A1404S II
- W31S
- W32S
- W41S
- W42S
- W43S
- W44S
- W51S
- W52S
- W54S
- Premier3(SOY01)
- S003(SO003)
- S006(SO006)
- S007(SO007)

カシオ計算機
- W41CA
- W43CA
- W51CA
- G'zOne TYPE-X(CAY01)

日立製作所（現・日立コンシューマエレクトロニクス）
- W32H
- W41H
- W42H
- W43H
- W43H II
- W51H
- W52H

東芝→富士通東芝モバイルコミュニケーションズ（現・富士通モバイルコミュニケーションズ）TOSHIBAブランド
- A5523T
- W41T
- neon(W42T)
- W43T
- W44T
- W45T
- DRAPE(W46T)
- W47T
- W51T
- W52T
- W53T
- W54T
- W55T
- W56T
- W61T
- T001(TS001)
- TSX01/02/03
- T006(TS006)
- T007(TS007)

シャープ
- W41SH
- W51SH
- W52SH
- W62SH
- W64SH
- SH003
- SH005
- SH006
- SH007
- SH008
- SH009
- SH010
- SH011

パナソニック モバイルコミュニケーションズ
- W51P
- W52P

京セラ
- A5521K
- A5526K
- W31K
- W31K II
- W41K
- W42K
- W43K
- W44K
- W44K II
- W51K
- MEDIA SKIN(W52K)

パンテック&キュリテル（パンテックワイヤレスジャパン）
- W61PT